# ソングサマナー 歌われぬ戦士の旋律
『ソングサマナー 歌われぬ戦士の旋律』（ソングサマナー うたわれぬせんしのせんりつ、Song Summoner: The Unsung Heroes）は、スクウェア・エニックスから2008年7月8日に発売されたiPod用ゲームソフト。
2009年12月3日にはキャラクター、イベント等が追加されたiPhone / iPod touch用の完全版『Song Summoner: The Unsung Heroes Encore』が発売された。

## 概要
音楽から戦士（ミュージックファイター）を生み出すソングサマナー・ジギーを主人公としたシミュレーションRPG。プロデューサー兼シナリオは安藤武博、キャラクターデザインは直良有祐。
ミュージックファイター
iPod内の音楽から生成され、ソングサマナーによって戦闘時に召喚される。ソルジャー・モンク・アーチャー・ナイト・マジシャンの5つの職業×容姿の約50種。
楽曲によって、職業、容姿、パラメータが異なる（同じ曲で再び生成するとパラメータが異なる）。戦闘や鍛練場で得られる「音のしずく」でランクアップする。
召喚による出撃数は限られており（最大7回）、戦闘不能になると更に出撃数が1つ減らされる。初期ランクが高いファイターほど出撃数は少ない。ランクは低い順から bronze silver gold platinum の4つある。「アンコールチケット」というアイテムで出撃数を回復できるが高価である。
ミュージックファイターの中にはカード下部にRareと書かれたカードがあり、通常のカードを上回るパワーを持つ。しかし、出現確率は通常のミュージックファイターに比べて低い。
リスニングポイント
生成に用いられた楽曲をiPod上で聴くと再生回数がリスニングポイントとして貯まり、ゲーム再開時にグルーヴレベル（戦闘時の士気）が上昇するという特典がある。